# Schauspielhaus Graz

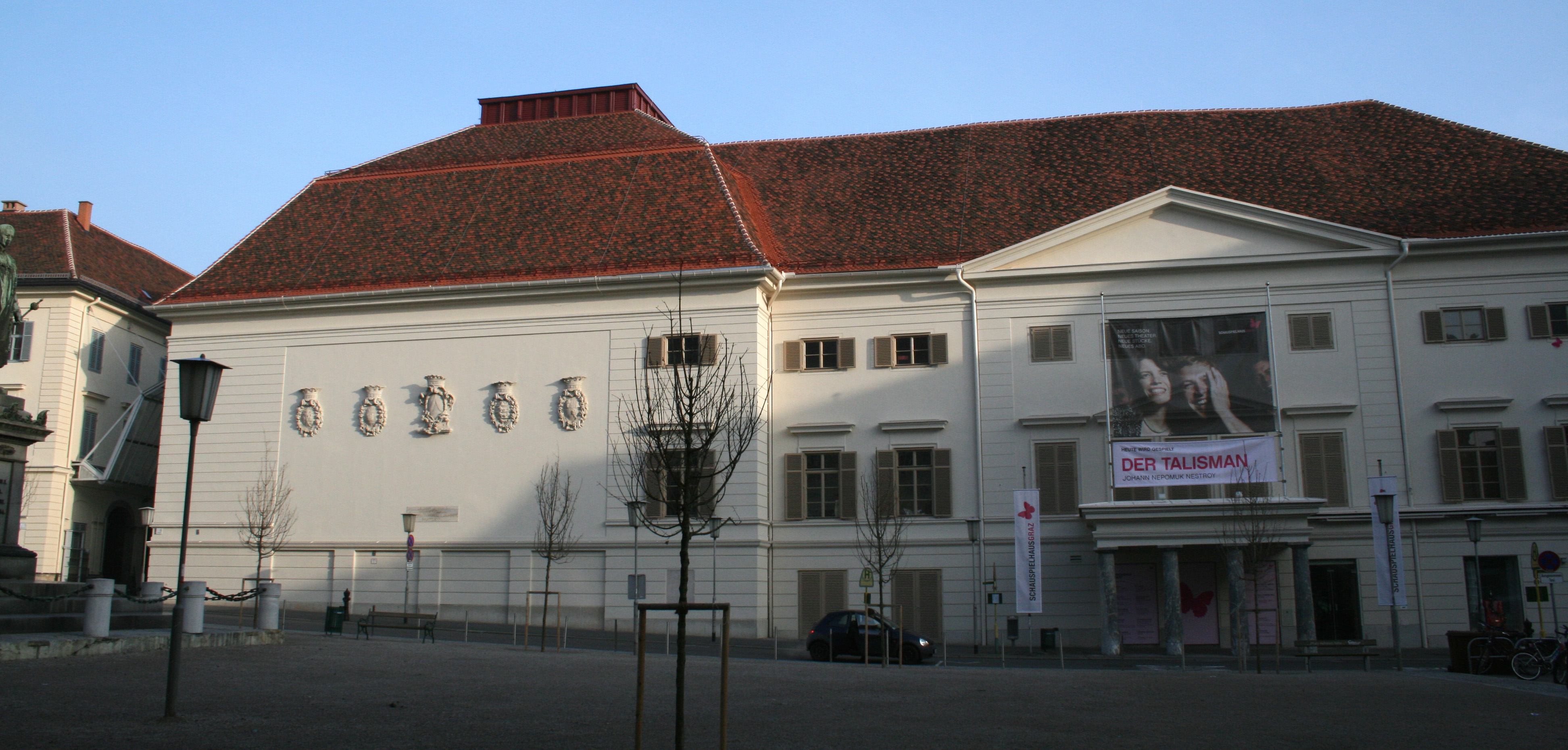

Schauspielhaus Graz i Graz är en av Österrikes mest välrenommerade teatrar.
1774-1776 uppfördes en teaterbyggnad intill stadsborgen efter ritningar av barockbyggmästaren Josef Hueber. Vid jul 1823 utbröt en eldsvåda som förstörde teatern nästan helt och hållet. Två år senare invigdes en ny teaterbyggnad ritad av hovarkitekten Peter von Nobile i klassicismens stil. På denna tid spelades alla genrer av dramatisk konst på teatern: skådespel, baletter, operor. Här började och avslutade också Johann Nestroy sin karriär som skådespelare och dramatiker på 1800-talet. 
Från teaterns balkong tillkännagavs 1918 den österrikiska monarkins slut och republikens födelse. Med anledning av detta byttes namnet på platsen framför teatern från Franzensplatz till Freiheitsplatz. 
1954-1964 byggdes teatern om och till. En teknisk förnyelse av scentekniken skedde 1999 och 2000.